# Bartolomeu Dias
Bartolomeu Dias[a] (ok.* 1450 – † 29. maj 1500) je bil portugalski pomorščak in raziskovalec. Leta 1488 je postal prvi evropski navigator, ki je obkrožil južno konico Afrike in dokazal, da najučinkovitejša pot proti jugu za ladje leži po odprtem oceanu, precej zahodno od afriške obale. Njegova odkritja je kasneje uporabil Vasco da Gama za vzpostavitev morske poti med Evropo in Azijo.

## Zgodnje življenje
Bartolomeu Dias se je rodil okoli leta 1450 v okrožju Faro na Portugalskem. Njegova družina je imela pomorsko ozadje, eden od njegovih prednikov, Dinis Dias, pa je v 1440-ih raziskoval afriško obalo in leta 1445 odkril polotok Cap-Vert v današnjem Senegalu. Sledenje njegovi biografiji je oteženo zaradi obstoja več sodobnih portugalskih pomorščakov z istim imenom.
Leta 1481 je Dias spremljal odpravo pod vodstvom Dioga de Azambuje, da bi zgradili trdnjavo in trgovsko postojanko São Jorge da Mina v Gvinejskem zalivu.
Posredni dokazi kažejo tudi na njegovo morebitno sodelovanje v prvi odpravi Dioga Cãa (1482–1484) po afriški obali do reke Kongo.

## Potovanje okoli Afrike
Leta 1486 je bil očitno kavalir kraljevega gospodinjstva in nadzornik kraljevih skladišč; 10. oktobra istega leta je od kralja Ivana II. Portugalskega prejel rento v višini 6000 reijev za »prihodnje zasluge«; in nekaj časa zatem (verjetno okoli julija ali avgusta 1487, namesto julija 1486, kot je tradicionalni datum) je s tremi ladjami zapustil Lizbono, da bi nadaljeval delo raziskovanja Afrike, ki ga je tako pomembno pospešil Diogo Cão. Dias je bil zadolžen tudi za iskanje Presterja Ivana, legendarne osebnosti, za katero velja, da je mogočni krščanski vladar kraljestva nekje onkraj Evrope, morda v notranjosti Afrike. Dias je dobil dve karaveli s približno 50 tonami (São Cristóvão in São Pantaleão) in oskrbovalno ladjo, ki ji je poveljeval njegov brat Diogo. Rekrutiral je nekaj vodilnih pilotov tistega časa, vključno s Perom de Alenquerjem in Joãom de Santiagom, ki sta prej plula s Cãom.
Sodobnih dokumentov, ki bi podrobno opisovali to zgodovinsko potovanje, ni bilo najdenih, saj so bili skoraj vsi pomorski zapisi uničeni v potresu v Lizboni leta 1755 in posledičnem cunamiju. Veliko razpoložljivih informacij izvira od zgodovinarja iz 16. stoletja Joãa de Barrosa, ki je o potovanju pisal šestdeset let pozneje.
Majhna flota je zapustila Lizbono okoli julija 1487. Tako kot njegov predhodnik Cão je tudi Dias nosil komplet padrõesov, izrezljanih kamnitih stebrov, ki so označevali njegov napredek pri pomembnih pristaniščih na kopnem. Na krovu je bilo tudi šest Afričanov, ki jih je Cão ugrabil in so se učili portugalščine. Dias jih je načrtoval, da jih bo odložil na različnih točkah vzdolž afriške obale, da bi lahko pričali o veličini portugalskega kraljestva in poizvedovali o morebitnem prebivališču Presterja Ivana.
Odprava je odplula neposredno v Kongo in previdno nadaljevala vzdolž afriške obale, pri čemer je pogosto poimenovala pomembne geografske značilnosti po svetnikih, ki jih časti katoliška cerkev. Ko so dvignili sidro pri današnjem Porto Alexandreju v Angoli, je Dias pustil oskrbovalno ladjo, da bi jih lahko kasneje na povratku oskrbela z zalogami. Do decembra je Dias prečkal najbolj oddaljeno točko, ki jo je dosegel Cão in 8. decembra 1487 prispel v zaliv Golfo da Conceição (današnji zaliv Walvis Bay v Namibiji). Po počasnem napredovanju vzdolž namibijske obale sta se ladji obrnili proti jugozahodu, stran od kopnega. Zgodovinarji so razpravljali o tem, ali se je to zgodilo zato, ker jih je nevihta odgnala od obale, ali zato, ker so namerno iskale ugodnejše vetrove. Ne glede na vzrok jim je sprememba smeri prinesla uspeh: ladje so začrtale širok lok okoli konice Afrike in 4. februarja 1488 po 30 dneh na odprtem oceanu dosegle južni rt celine in vstopile v to, kar bo kasneje postalo znano kot zaliv Mossel.
Ladje so nekaj časa nadaljevale proti vzhodu in potrdile, da se obala postopoma nagiba proti severovzhodu. Dias je spoznal, da so dosegli dolgo zastavljeni cilj Portugalske: obkrožiti južni rt Afrike. Diasova odprava je dosegla svojo najdlje začrtano točko 12. marca 1488, ko se je zasidrala v Kwaaihoeku, blizu ustja reke Boesmans, kjer so postavili Padrão de São Gregório. Do takrat je posadka postala nemirna in je Diasa pozivala, naj se obrne. Zaloge so bile skromne, ladje pa poškodovane. Čeprav je Dias želel nadaljevati, so ostali častniki soglasno podprli vrnitev na Portugalsko, zato se je strinjal, da se vrne. Na povratku so pluli dovolj blizu jugozahodne obale Afrike, da so maja 1488 prvič naleteli na Rt dobrega upanja. Izročilo pravi, da ga je Dias prvotno poimenoval Rt neviht (Cabo das Tormentas), kralj Ivan II. pa ga je kasneje preimenoval v Rt dobrega upanja (Cabo da Boa Esperança), ker je simboliziral odprtje morske poti od zahoda proti vzhodu.
Dias je na rtu postavil zadnjega od svojih padrão in se nato odpravil proti severu. Julija so po devetih mesecih odsotnosti dosegli svojo oskrbovalno ladjo in ugotovili, da je šest od devetih članov posadke te ladje umrlo v spopadih z domorodci. Plovilo je postalo gnilo od črvov, zato so raztovorili potrebne zaloge in ga sežgali na plaži. Znanih je nekaj podrobnosti o preostalem delu potovanja. Ladje so se ustavile v Príncipeju, Rio do Resgate (v današnji Liberiji) in portugalski trgovski postojanki São Jorge da Mina. Dias se je decembra 1488 po 16-mesečni odsotnosti vrnil v Lizbono.
Diasova odprava je raziskala tisoč milj več afriške obale kot prejšnje odprave; obkrožila je južno konico celine in dokazala, da najučinkovitejša ladijska pot proti jugu leži na odprtem oceanu precej zahodno od afriške obale – pot, ki ji bodo sledile generacije portugalskih mornarjev. Kljub tem uspehom je bil Diasov sprejem na dvoru zadržan. Uradnih razglasov ni bilo in Dias je takrat prejel le malo priznanja za svoje dosežke.
Doslej ni bilo najdenih nobenih zapisov o ustrezni nagradi za Diasa: nasprotno, ko se je pripravljala velika indijska odprava (za prihodnje vodstvo Vasca da Game), je Bartolomeu le nadzoroval gradnjo in opremljanje ladij; ko je flota leta 1497 odplula, je da Gamo le spremljal na Zelenortske otoke, nato pa je bil poslan na São Jorge da Mina.

## Kasnejša leta in smrt
Dias je bil kasneje zaradi svojih dosežkov povišan v plemiča. Do leta 1494 je služil kot oproda na dvoru kralja Ivana II. Med letoma 1494 in 1497 je bil tudi nadzornik kraljevih skladišč.
Po Diasovi vrnitvi z uspešnega prvega potovanja okoli južnega rta Afrike si je Portugalska vzela desetletni premor od raziskovanja Indijskega oceana. Kralja Ivana II. so pestile številne težave, vključno s smrtjo edinega sina, vojna v Maroku in slabšanjem zdravja. Šele leta 1497 je bilo naročeno novo potovanje in Diasa so prosili za pomoč. Dias je s pomočjo svojih izkušenj s pomorskimi raziskavami prispeval k načrtovanju in gradnji ladje São Gabriel in njene sestrske ladje São Rafael. To sta bili dve ladji, s katerima je Vasco da Gama plul okoli Rta dobrega upanja in nadaljeval pot proti Indiji. Dias je sodeloval v prvi polovici da Gamovega potovanja, a je ostal, ko je dosegel Zelenortske otoke.
Dve leti pozneje je bil eden od kapitanov druge indijske odprave, ki jo je vodil Pedro Álvares Cabral. Ta flotila je prva dosegla Brazilijo in tam pristala 22. aprila 1500, preden je nadaljevala proti vzhodu proti Indiji. Dias je umrl maja 1500, ko je bil kapitan ladje blizu Rta dobrega upanja: štiri ladje, vključno z Diasovo, so naletele na močno nevihto ob rtu in so bile 29. maja izgubljene.

## Zasebno življenje
Dias je bil poročen in je imel dva sinova, Simãa Diasa de Novaisa in Antónia Diasa de Novaisa. Njegov vnuk Paulo Dias de Novais je postal prvi guverner portugalske Angole in leta 1576 ustanovitelj São Paula de Luanda.

## Zapuščina
Portugalska vlada je postavila dva navigacijska svetilnika, Diašov križ in da Gamov križ, v spomin na Diasa in Vasca da Gama, ki sta bila prva moderna evropska raziskovalca, ki sta dosegla Rt dobrega upanja. Ko sta ta križa postavljena drug ob drugega, kažeta na Whittle Rock, veliko, trajno potopljeno ladijsko nevarnost v zalivu False Bay.
Muzejski kompleks Bartolomeu Dias (imenovan tudi Bartholomeu), ki je v zalivu Mossel Bay, ima razstavo, ki prikazuje zgodovino zgodnjih evropskih pomorskih popotnikov, ki so odkrili morske poti. V tej stavbi so razstavljeni tudi lokalni artefakti iz 19. stoletja in fotografije iz 20. stoletja. V stavbi je replika ladje Bartolomeu Dias in njegova posadka v naravni velikosti, ki sta jo leta 1488 uporabila ob pristanku v zalivu Mossel Bay.

### Pripis avtorstva
- Ta članek vključuje besedilo iz publikacije, ki je zdaj v javni domeni: Beazley, Charles Raymond (1911). »Diaz de Novaes, Bartholomeu«. Enciklopedija Britannica (v angleščini). Zv. 8 (11. izd.). str. 172.